# Rhodobium (bacteria)
Rhodobium es un género de bacterias púrpuras no del azufre. Los árboles de ARN los separan de las demás familias, por lo que se clasifican en la suya propia, Rhodobiaceae. Las células tienen forma de bacilo y se reproducen por gemación como muchos otros miembros de Rhizobiales. R. orientis, la especie típica, fue aislada del agua del mar en 1995. Es capaz de la producción fotosintética de hidrógeno usando la enzima nitrogenasa.